# Монте Коломбо
Мо̀нте Коло̀мбо (на италиански: Monte Colombo, на местен диалект Mount Clòmb, Моунт Къломб) е малко градче в северна Италия, община Монтескудо-Монте Коломбо, провинция Римини, регион Емилия-Романя. Разположено е на 315 m надморска височина.